# 自動通訳
自動通訳（じどうつうやく）とは、発せられた自然言語を別の自然言語へ機械的に変換し発する技術をいう。機械通訳・音声通訳などとも呼ばれることもある。現状の自動通訳は機械翻訳にAIの音声認識機能と音声合成を組み合わせたものである。読み書きの部分においては機械翻訳の領分であり、聞き取りの部分においては音声認識の領分であり、発声の部分においては音声合成の領分である。

## 経過と現状
各国で音声通訳研究などが1980年代から本格的に研究されてきたが、2020年代現在、まだ人間の通訳に比べれば能力不足である。
21世紀以降、携帯型音声通訳機やスマホアプリなどが次々実用化されている。音声を文字に直す音声を端末からサーバーに送り、サーバーが瞬時に翻訳して携帯電話に送り返すクラウドコンピューティングシステムも使用されている。